# Lasioglossum tatei
Lasioglossum tatei är en biart som först beskrevs av Cockerell 1910.  Lasioglossum tatei ingår i släktet smalbin, och familjen vägbin. Inga underarter finns listade i Catalogue of Life.

## Bildgalleri

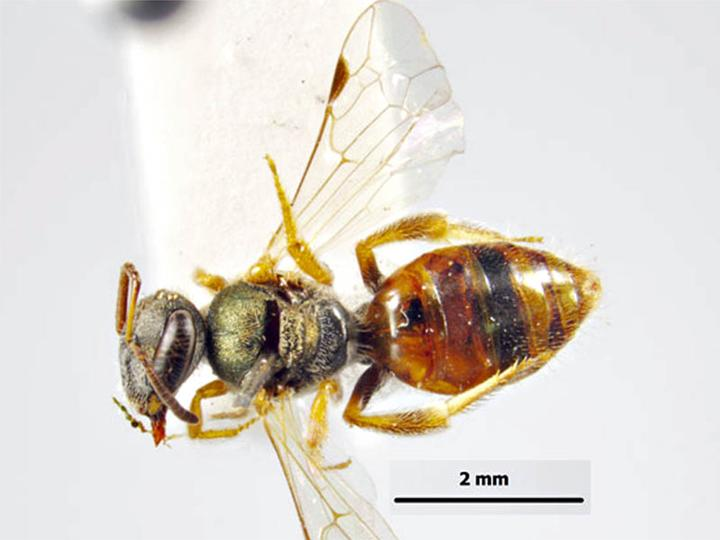